# Sven Loll
Sven Loll (* 4. April 1964 in Berlin) ist ein ehemaliger deutscher Judoka.
Loll wuchs gegenüber der Sporthalle auf, in der die Judoka von Dynamo Adlershof trainierten. Mit sieben Jahren begann Loll selbst mit dem Judosport. 1977 und 1979 siegte er bei der Kinder- und Jugendspartakiade. 1983 und 1984 wurde er bei der Junioreneuropameisterschaft jeweils Zweiter. 1988 wurde er für die DDR Zweiter im Leichtgewicht bei den Olympischen Spielen in Seoul. Im Finale verlor er gegen den Franzosen Marc Alexandre durch eine Koka-Wertung. Für den Gewinn der Silbermedaille wurde Loll mit dem Vaterländischen Verdienstorden in Silber ausgezeichnet.
1987 belegte Loll Platz 3 bei der Europameisterschaft, 1988 wurde er Vizeeuropameister. 1987, 1989 und 1990 gewann er die DDR-Meisterschaft; 1991 wurde er nach der Wiedervereinigung Deutscher Meister. 1992 verlor er im Finale der Deutschen Meisterschaft gegen Marko Spittka. Trainer von Sven Loll war Dietmar Hötger.